# 中華旋螺
中華旋螺（學名：Gyraulus chinensis）是扁蜷科旋螺屬的一個淡水有肺螺物種。該物種的數量正在增加，不會受到滅絕威脅。

## 分佈及生境
本物種原生於亞洲，廣泛分佈於越南、蒙古、巴布亞新幾內亞、台灣、香港、韓國和日本；另外隨着船隻及移民，本物種亦在歐洲出現，被視為入侵物種。這些國家計有：中國、荷蘭:152-153、英國、西班牙、意大利、葡萄牙、法國和捷克共和國。牠們棲息於淡水池塘和河流。

## 外部連結
- 維基物種上的相關：中華旋螺